# Марка (адміністративна одиниця)
Марка (Маркграфство) (нім. Mark, фр. marche; від давн.в-нім. marc(h)a — «кордон») — територіальна одиниця у середньовічній Європі, прикордонний укріплений адміністративний округ на чолі з маркграфом. Згодом у Священній Римській імперії набули форм державних утворень зі статусом близьким до герцогств.
За Середньовіччя в Західній Європі марка позначала об'єднання селянських дворів, у якому кожна певна частка орної землі спочатку перебувала в особистій власності індивідуального селянського господарства (алод), а пасовиська, ліси, сіножаті та інші неподільні землі, угіддя (альменда) залишалися спільною власністю. Після переходу майже всіх земель до феодалів марка припинила своє існування.
За свідченням візантійських авторів, слов'яни в VI та VII віках ще не мали держави. Вони жили незалежними племенами. На чолі цих племен стояли військові вожді (відомі імена цих вождів: Межимир, Добрита, Пірогост, Хвилібуд і ін.). В X—XII століттях за Ельбою і на Дунаї численні марки були утворені на захоплених у слов'ян землях (Майсенська марка, Лужицька та інші). З розвитком феодальних відносин більшість марок стала ядром великих феодальних князівств.
Пізніше, у Каролінзькій імперії та Священній Римській імперії, це поняття використовувалося для позначення прикордонних адміністративних округів, які охороняли кордони. Марки були створені імператором Карлом Великим і управлялися маркграфами, початковим завданням яких було забезпечення безпеки на кордоні. Карл Великий заснував Іспанську, Бретонську, Данську, Аварську, Фріульську марки тощо. Пізніше, під час німецької колонізації слов'янських земель, були створені також Буллунзька марка, Майсенська марка, Саксонська марка, Лужицька марка, Уккермарк, Крайнинська марка, Каринтійська марка, Істрійська марка, Бранденбурзька марка, Східна марка (Австрійське маркграфство).

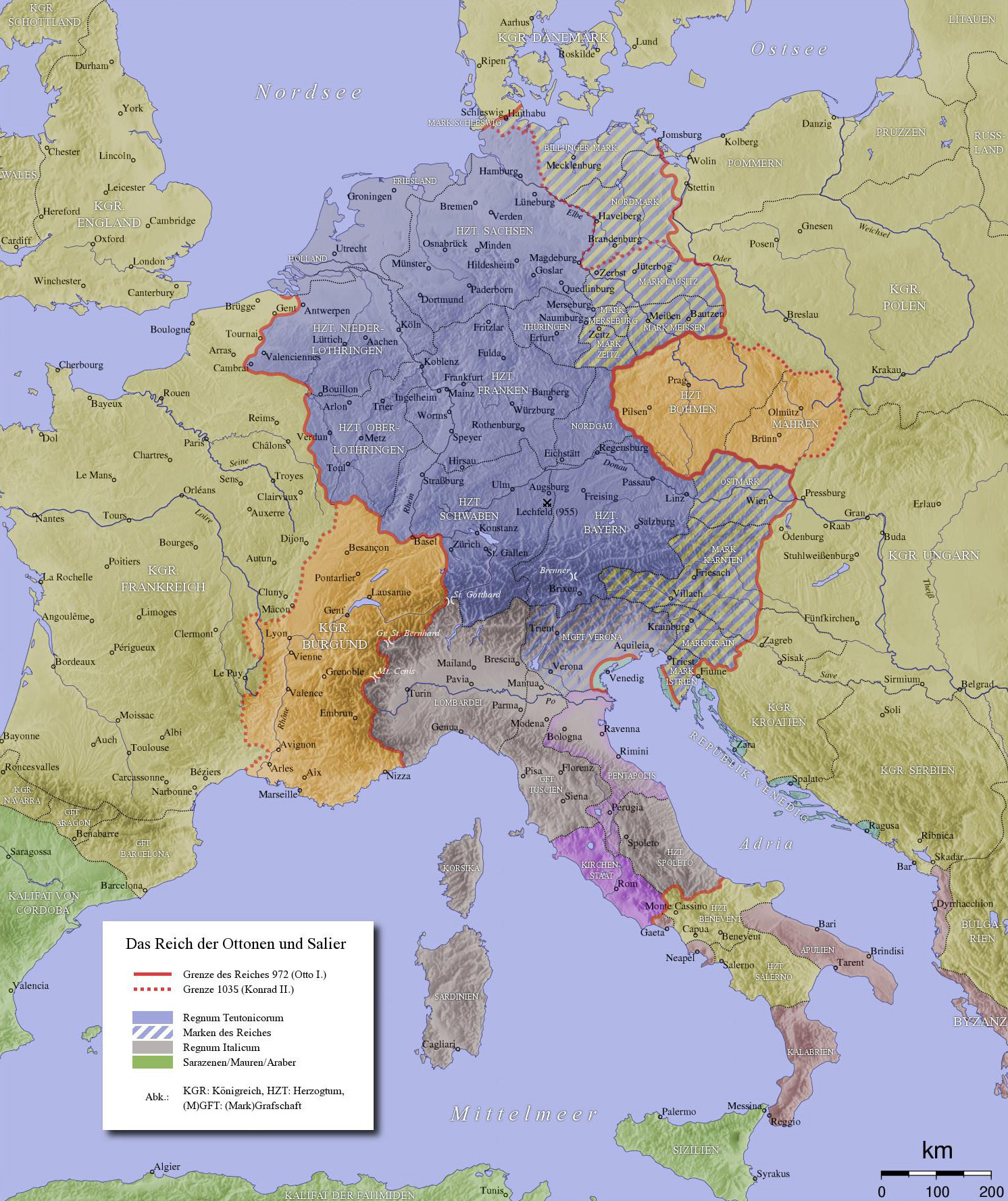
Карта Священної Римської імперії близько 1000 р. Східні марки показані синьою штриховкою.

У середньовічній Європі марш або марка були, в широкому сенсі, будь-яким видом кордону на відміну від національного «хартленду» («серединної землі»), була «сусідською землею», і термін слугував політичним цілям на означення кордону між королівствами або нейтральної буферної зони де могли застосовуватися різні закони. Залежність чи незалежність феодала від центральної влади залежала від більшої чи меншої здатності останньої підтримувати свою владу та ефективний контроль над мовою своєї території, що є особливо делікатним питанням, враховуючи тенденцію феодалізму до дезінтеграції влади. Марки породили такі титули, як маркіз (чоловічий рід) або маркіза (жіночий рід) в Англії, marqués (чоловічий рід) і marquesa (жіночий рід) в іспаномовних країнах, а також у каталонському та галісійському регіонах, marquês (чоловічий рід) і marquesa (жіночий рід) у португаломовних країнах, markisa (чоловічий і жіночий рід) баскською мовою, marquis (чоловічий рід) або marquise (жіночий рід) у Франції та Шотландії, маркграф (чоловічий рід) або маркграфиня жіночий рід) у Німеччині та відповідні титули в інших європейських державах.

## Етимологія
Марка — слово, що в стародавніх германців спочатку означало кордон як приватних володінь, так і державних територій. Похідне від неї слово marchio позначало небезпечну прикордонну область Каролінгської держави. На чолі марки стояв маркграф. Відповідно до цього і самі прикордонні провінції називалися марка (Dänemark — Данія, Steiermark — Штирія). Вже в VII столітті марка отримала і інше, переносне значення: так називався округ, розташований у відомих межах і укладав у собі різного роду володіння, що складаються як з общинної, так і з приватної власності.
Слово «марш» походить від протоіндоєвропейського кореня *mereg- , що означає «край, межа». Корінь *mereg- утворив латинське margo («край»), давньоірландське mruig («прикордоння»), валлійське bro («регіон, кордон, долина») та перське та вірменське marz («прикордонна область»). Прагерманське *marko породило давньоанглійське слово mearc і франкське marka, а також давньоскандинавське mǫrk, що означає "прикордоння, і походить від merki «межа, знак», позначаючи прикордонну територію між двома центрами влади.
Англосаксонське королівство Мерсія отримало свою назву від західносаксонського mearc «marches», що в цьому випадку прямо вказувало на положення території на англосаксонському валі-кордоні з романо-британським кордоном на заході.
Під час франкської династії Каролінгів використання цього слова поширилося по всій Європі.
Назва Данія (Danmark) зберігає давньоскандинавське споріднене merki («межа») mǫrk («ліс», «ліс») до теперішнього часу. Після аншлюсу уряд нацистської Німеччини відродив стару назву «Ostmark» для Австрії.
У скандинавській мові «марка» означало «прикордоння» та «ліс»; у сучасній норвезькій та шведській мовах воно набуло значення «земля», тоді як у данській воно означало «поле» або «луг».
Маркленд — скандинавська назва території в Північній Америці, відкритої норвезькими вікінгами.
Германські племена, яких римляни називали маркоманами, які воювали з римлянами в I і II століттях, були просто «людьми прикордоння».

### Маркова теорія
Німецький юрист і політик Георг Людвіг фон Маурер (1790—1872) у XIX столітті став автором так званої общинної теорії (або маркової теорії) по історії аграрних відносин і общини в Німеччині, відповідно до якої територіальна община-(марка) є початковим пунктом аграрної еволюції і всього суспільного ладу західноєвропейського Середньовіччя.

## Історичні приклади маршів і марок

### Марки, створені Карлом Великим
Перші марки були створені Карлом Великим:
- Іспанська марка — для захисту від арабів в північній Іспанії
- Бретонська марка
- Данська марка — для захисту від данців
- Саксонська марка — для захисту від ободритів
- Тюринзька марка — для захисту від сорбів
- Франконська марка — для захисту від чехів
- Аварська марка — для захисту від аварів
- Паннонська марка
  - Верхньопаннонська марка
  - Нижньопанонська марка
- Фріульська марка

### Марки, створені при наступниках Карла Великого

#### Франція
- Септіманська марка
- Готська марка
- Фландрська марка, пізніше Фландрське герцогство
- Прованська марка
- Нейстрійська марка

#### Німеччина
- Шлезвізька марка
- Біллунзька марка
- Східна Саксонська марка
  - Північна марка (Марка Північної Саксонії)
    - Бранденбурзька марка

  - Лужицька марка
    - Верхньолужицька марка
    - Нижньолужицька марка

  - Майсенська марка
- Моравська марка
- Східна (Австрійська) марка
- Карантанська марка
  - Каринтійська марка
  - Штирійська марка
- Карніольська марка
- Уккерська марка

#### Італія
- Веронська марка
- Сполетська марка
- Іврейська марка
- Туринська марка
- Тусційська (Тосканська) марка
- Анконська марка
- Каносська марка
- Тревізька марка
- Монферратська марка

### Англія
В Англії статус марки мали так звані «церемоніальні» графства.
- Чешир
- Герефордшир
- Дарем
- Валлійська марка (графство Марч)

### Скандинавія
Данія (Denmark) означає «марка Данців».
У норвезькій мові «марк» означало «прикордонні землі» та «ліс»; у сучасних норвезькій та шведській мовах воно набуло значення «земля», а в данській — «поле» або «пасовище».
Маркленд — це норвезька назва території в Північній Америці, яку відкрили норвезькі вікінги.
Ліси, що оточують норвезькі міста, називаються «марка» — марші. Наприклад, ліси, що оточують Осло, називаються Nordmarka, Østmarka і Vestmarka — тобто північний, східний і західний марші.
У Норвегії, див. також:
- норвезький округ Фіннмарк, «прикордонні землі (або, ліси) саамів» (відомі норвежцям як фіни)
- Хедмарк («прикордонні землі вересових пусток»)
- Телемарк («прикордонні землі племені Þела»[5]).

У Фінляндії:
- Нормаркку (швед. Norrmark), колишній муніципалітет Фінляндії
- Помаркку (швед. Påmark), муніципалітет Фінляндії
- Сьормаркку (швед. Södermark), село в лені Нурмаркку, Фінляндія
- Маркку, острів в архіпелазі Фінляндія.

У Вермланді у Швеції, Сотня Нордмарк (Nordmarks härad) була прикордонною територією біля кордону з Норвегією. Майже вся вона зараз входить до складу муніципалітету Ер'янґ. У середньовіччі ця територія називалася Нордмаркерна і була частиною Далсландії, а не Вермландії.